# Luster
Luster er en kommune i Vestland fylke i Norge. Den ligger ved Lustrefjorden inderst i Sognefjorden og grænser i nord til Stryn og Skjåk, i øst til Lom og Vang, i syd til Årdal og i vest til Sogndal og Jølster.
1963 blev kommunerne Luster, Hafslo og Jostedalen sammenlagt. Gaupne blev valgt som center for den nye kommune.
Urnes stavkirke, som er verdenskendt for sin arkitektur, ligger i Luster kommune.
Luster har store fjeldområder. Dele af Jostedalsbreen, Breheimen og Hurrungane ligger i kommunen. De kendte Skagastølstindane ligger på grænsen mellem Luster og Årdal kommuner. Det højeste fjeld i Sogn og Fjordane og Norges tredjehøjeste, Storen (Store Skagastølstind) 2.404 moh. markerer kommunegrænsen.

Luster kommune består i dag af de gamle herreder Luster, Jostedalen og Hafslo. Området har været beboet i over 8 000 år.

## Geografi
Landskabet i Luster er overvejende formet i fire store istider i løbet af nogle få millioner år. Denne tidsperiode har været den koldeste i Jordens historie, og den endte med istiderne. For omkring 35 000–30 000 år siden var det en tid, hvor gletsjerne (isbræ) var små. I en mose i Kroken er der fundet rester af organisk materiale, som er fra denne tid. For omkring 10 200 år siden blev Lustrafjorden isfri, og bræen fortsatte med at smelte. I Luster er der flere rester efter denne bræ, som er omkring 9 500 år gammel. Bræen kom ned både i Fortunsdalen og Mørkrisdalen og mødtes i Skjolden. Enkelte år og perioder blev det koldere eller med mere nedbør, og bræen blev igen større. For omkring 9 300 år siden forøgedes bræernes længde igen. Denne fremrykning standsede for omkring 9 100 år siden. Rester af randmorænerne fra denne fremrykning finder man på Fortun i Fortunsdalen, Meljadn i Mørkrisdalen, Høgemo i Gaupne og Kvam på Ytre Hafslo.
Flere kilometer tyk is pressede fjeldet ned under den sidste istid. For omkring 10 000 år siden var vandstanden i Lustrafjorden omkring 130 m højere end i nutiden. Det vil sige, at det meste af Skjolden, Gaupne, Indre Hafslo og Solvorn stod under vand. Da isen forsvandt, blev trykket på fjeldet mindre, og fjeldet har derefter hævet sig over vandfladen. Denne landhævning var størst i begyndelsen og er nu kun omkring 2 mm om året.

## Lusters historie
I Lusters lavland er der er det gjort ti fund af genstande, som er mere end 5 000 år gamle. Det er spredte fund, som kan være fra bopladser eller gravpladser, eller genstande som er mistet under jagt eller vandring. Perioden har indeholdt forskellige kulturer og samfundsformer i forandring gennem flere tusinde år.
Næringsgrundlaget i Luster har sandsynligvis været vildt, frugt, bær, hasselnødder, rødder, urter, æg, fugle, muslinger, fersk- og saltvandsfisk.
I perioden 400–550 er der mange gravhøje med en overvægt af mandsgrave blandt de største gravhøje i Luster. En sådan overvægt kan tolkes som en urolig periode – med krig. Krigerne og deres nærmeste har haft behov for at markere deres status med store gravminder. Bygdeborgen Borgarholt mellem Barnesfjorden og Ytre Hafslo tyder på en ufredstid. I Luster har man fundet sværd i op til en meters længde. I Modvo er der  fundet et romersk sværd. Der er bevaret skjolde og lanser og spydspidser af jern. De var typisk 20–50 cm lange og 5 cm brede. Der er endvidere fundet fire jernøkser i Luster. Økser har også været brugt som værktøj. I 1824 blev der fundet et par stridsøkser i en mark ved præstegården i Hafslo.
I slutningen af 500-tallet forsvinder så godt som alle gravminder i Luster. Store dele af Luster blev affolket på grund af pesten, som ramte Europa fra 541 til 767. Det eneste gravfund fra denne tid er en kvindegrav i Sørheim. Den store kvindegrav tyder på en rolig periode. Den værste ufredstid var forbi, men det var pesten, som hærgede og ødelagde familier og samfundet.
Mange gravfund fra slutningen af 700-tallet tyder på en kraftig befolkningsvækst i Luster. Der er gravfund fra Rjupheim, Veum og Kjelda fra 800-tallet. Det viser, at bostederne udviklede sig til bygder omkring år 900. Omkring år år 1000 kan man regne med, at de fleste af de steder, man kender i dag, har været bebygget.
Fra omkring år 950 ophørte alle gravfund. Det kan sandsynligvis tolkes som, at kristendommen hovedsageligt havde overtaget som religion.
Omkring 1910 blev hovedvejene i Luster bygget. Den første busrute mellem Skjolden og Sogndal kom i 1921. Strømnettet blev udbygget, og det blev almindeligt med elektrisk lys.

## Malerier fra Luster
- J.C. Dahl «Fortundalen», 1836, olie (Nasjonalgalleriet)
- Feigumfossen malet af I.C. Dahl 1848
- Fortun af Hans Leganger Reusch, Nasjonalgalleriet
- «Parti ved Dale» af Anders Askevold, fra Norge fremstillet i Tegninger (udgivet af Chr. Tønsberg, 1889)